# Brackel (Dortmund)

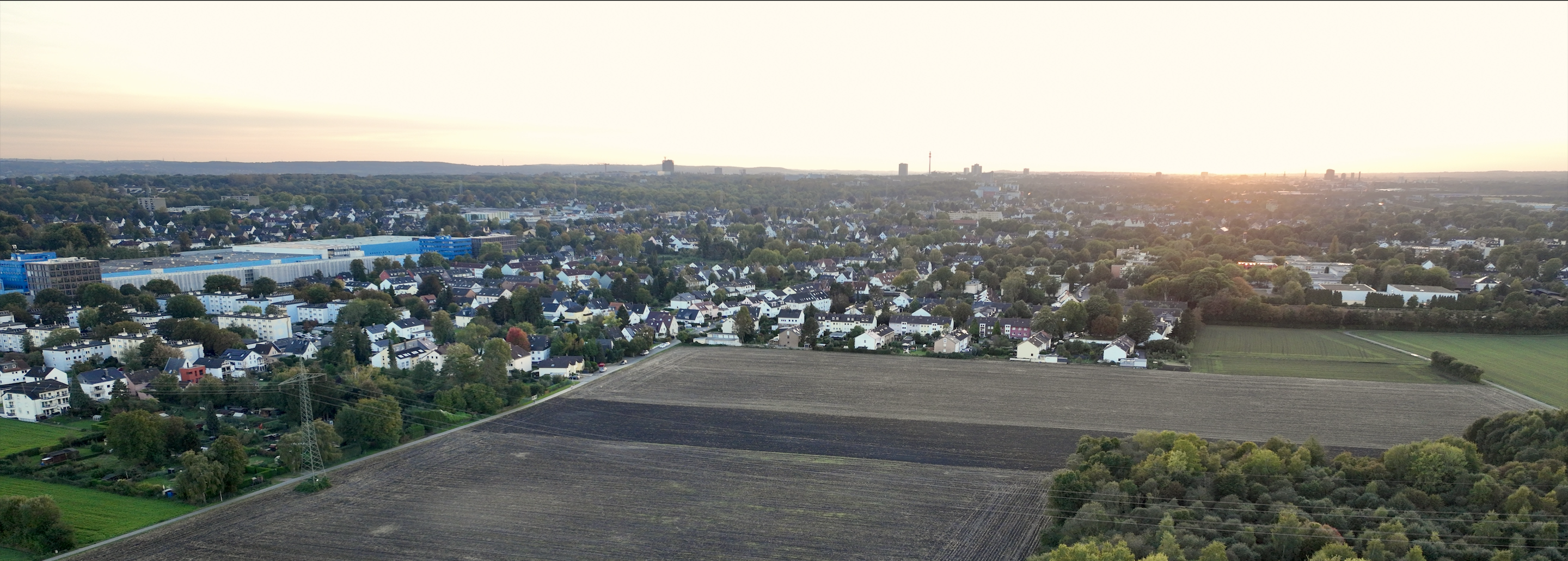
Dortmund-Brackel in Blickrichtung Westen

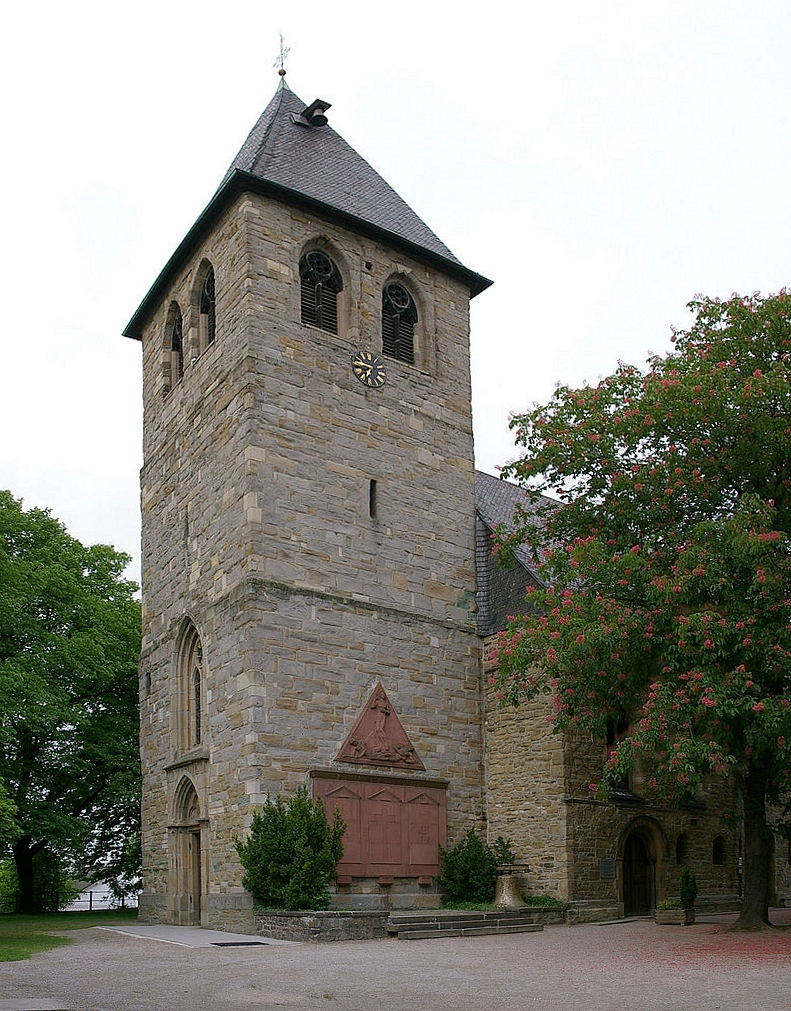
Turm der evangelischen Kirche

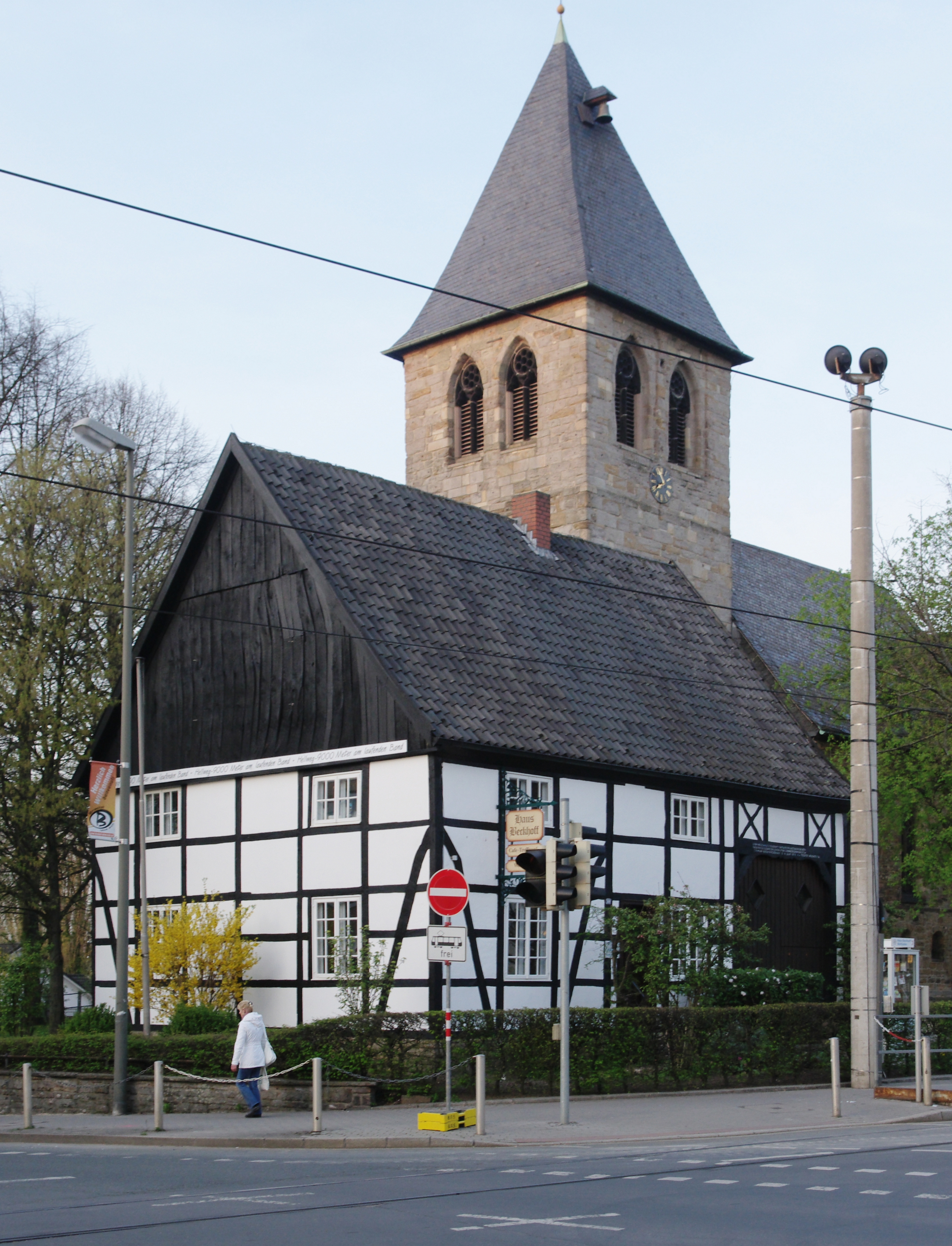
„Haus Beckhoff“ am Brackeler Hellweg

Brackel ist der Statistische Bezirk 32 und zugleich ein Stadtteil im gleichnamigen Stadtbezirk der kreisfreien nordrhein-westfälischen Großstadt Dortmund. Er liegt im Dortmunder Osten. Im Dezember 2018 lebten 21.439 Einwohner in Brackel. Zusammen mit dem Bereich Funkturmsiedlung, der zu Neuasseln gehört, aber Teil des statistischen Bezirks Brackel ist, sind es 24.355 Einwohner.
Gesprochen wird der Ortsname Brackel entgegen der Schreibweise mit einem langen a als Braakel. Im Gegensatz zu heute markierte „ck“ in mittelniederdeutscher Zeit nicht immer einen vorausgehenden Kurzvokal, so dass einige Wörter mit langem Vokal ausgesprochen worden sind. Diese Schreibweise hat sich jedoch nur noch in Ortsnamen gehalten.

## Geographie

### Lage
Geprägt wird Brackel durch die Lage am über 5000 Jahre alten Hellweg, einer Verbindungs- und Handelsstraße aus vorrömisch-germanischer Zeit vom Rhein bei Ruhrort über Essen, Dortmund, Unna, Soest bis Paderborn. Der Ortskern befindet sich nördlich des in west-östlicher Richtung verlaufenden Hellwegs, ebenso wie bei den Nachbarstadtteilen Wambel, Asseln und Wickede. Hier fällt das Gelände vom Dortmunder Rücken ausgehend nach Norden ab. Dadurch begünstigt treten Wasserquellen an die Oberfläche, die eine frühe Besiedlung und landwirtschaftliche Nutzung ermöglichten.

### Gliederung des Stadtteils
Im Norden grenzt Brackel an den Stadtbezirk Scharnhorst mit den Stadtteilen Scharnhorst, Husen und Kurl, im Osten an Asseln, im Südosten an Neuasseln, im Süden an Aplerbeck und im Westen an Wambel.
Der Ortskern befindet sich direkt am Hellweg, ausgehend von der evangelischen Kirche mit dem Fachwerkhaus Haus Beckhoff, das im Jahr 1988 an diese Stelle versetzt wurde und welches nun neben einem Café und einem Dritte-Welt-Laden auch eine Märchenbühne beheimatet. Geprägt ist der Ortskern heute durch eine Mischung aus Geschäftshäusern unterschiedlicher Baustile, teilweise denkmalgeschützter Fachwerkhäuser sowie durch die Kommende neben der Kirche. An der Kreuzung Ecke Hellweg, Flughafenstraße befindet sich der im Jahr 1974 fertiggestellte Gebäudekomplex City-Center, in welchem sich eine Vielzahl von Geschäften, Arztpraxen und Büros befinden.
Im Rahmen der beginnenden Industrialisierung entstanden im Bereich zwischen dem Hellweg im Norden und dem Bahnhof Brackel im Süden eine Siedlung mit großbürgerlichen Villen sowie für die Arbeiter der Zeche Schleswig eine Siedlung mit Zechenhäusern. Nach dem Zweiten Weltkrieg begann die Nutzung des alten Flughafens durch die Britische Rheinarmee. Für deren Angehörige wurden weitere Siedlungen errichtet.
Ab den 1950er-Jahren kam es zu einer erneuten, starken Ausdehnung des Siedlungskerns Brackel. Im Brackeler Westen und Norden entstanden hauptsächlich Reihenhaus- und Mehrfamilienhaus-Siedlungen. Im Brackeler Osten wurden neben Reiheneigenheimen viele Einfamilienhäuser gebaut und im Brackeler Süden entstanden überwiegend Bungalows sowie die Hochhausgruppe an der Rahestraße. Die Lücke zwischen Brackel und Neuasseln wurde ab 2006 durch die Wohnsiedlung Stadtgärtnerei geschlossen.
Heute, nach Abzug der Rheinarmee, entsteht auf dem Gelände des alten Flughafens im Brackeler Nordosten das Wohngebiet Hohenbuschei.

## Einwohnerentwicklung/Statistik
Die Einwohnerzahlen der Bauerschaft Brackel waren über die Jahrhunderte recht konstant. Erst mit Beginn der Industrialisierung wuchs die Bevölkerung stark an.
| 1802 | 624    |
| 1823 | 848    |
| 1858 | 1.546  |
| 1871 | 2.123  |
| 1910 | 8.276  |
| 1946 | 11.008 |
| 1961 | 17.238 |
| 1995 | 22.357 |
| 2009 | 21.812 |
| 2016 | 24.178 |
| 2019 | 24.396 |
| 2022 | 24.688 |

Zum 31. Dezember 2024 lebten 24.930 Einwohner in Brackel (mit Funkturmsiedlung).
Strukturdaten der Bevölkerung Brackels (mit Funkturmsiedlung):
- Bevölkerungsanteil der unter 18-Jährigen: 16,8 % [Dortmunder Durchschnitt: 16,2 % (2018)][7]
- Bevölkerungsanteil der mindestens 65-Jährigen: 24,0 % [Dortmunder Durchschnitt: 20,2 % (2018)][7]
- Ausländeranteil: 13,8 % [Dortmunder Durchschnitt: 22,3 % (2024)][8]
- Arbeitslosenquote: 8,5 % [Dortmunder Durchschnitt: 11,0 % (2017)][7]

Das Durchschnittseinkommen entspricht etwa dem Dortmunder Durchschnitt.
48,2 % der Einwohner sind männlich, 51,8 % weiblich.

## Geschichte

### Eine vorgeschichtliche Wasserstelle
Bei der archäologischen Begleitung des Kelleraushubs des ersten Mehrfamilienhauses auf dem Grundstück Reichshofstraße 40, wo bis 2015 das imposante zweigeschossige Längsdeelenhaus des Hofes Rusche / Hellmann stand, machte die Denkmalbehörde der Stadt Dortmund eine außergewöhnliche Entdeckung. Das Gebäude konnte, obwohl es zu den letzten Zeugen der bäuerlichen Vergangenheit Brackels gehörte, wegen eines langen Leerstands nicht mehr in seiner Substanz gerettet werden.
Unter einer 1,40 Meter starken Aufschüttung kam anstatt der erwarteten mittelalterlichen Spuren ein nicht nur für Westfalen herausragender Befund zum Vorschein. Die länglich-ovale Erdverfärbung (5,40 Meter lang, bis zu 1,60 Meter breit und fast 1,50 Meter tief) fiel sofort durch ihre dunkelbraune, fast schwarze, torfige Bänderung auf. Darin steckten Überreste von senkrechten und waagerechten Hölzern, von vergangenen röhrenartigen Einbauten, z. B. aus Korbgeflecht oder ausgehöhlten Baumstämmen sowie einer Unzahl von kleinen Bruchstücken von Schneckengehäusen. 
Die Bestimmung der Schneckenarten weist übereinstimmend darauf hin, dass der Befund einst Wasser führte. Somit handelte es sich offensichtlich um einen im Quellhorizont angelegten Tümpel, vielleicht um eine Viehtränke. Man hatte sie mit hölzernen Fassungen versehen und immer wieder ausgebessert. Die nachträglich eingebrachten, runden, engeren Einbauten deuten an, dass man die Wasserstelle später auch als Brunnen nutzte. Anderes Fundmaterial war spärlich. Außer dem Reibstein einer Getreidemühle, wenigen Feuersteinabschlägen und Kernsteinen kamen einzelne grobe Gefäßscherben mit Quarzeinschlüssen zu Tage. Aufgrund der Machart der Keramik wurde zunächst eine bronzezeitliche Datierung vermutet; dieser Zeitraum wurde dann auch in der Presseinformation des Stadtarchivs Dortmund zum „Denkmal das Monats November 2015“ veröffentlicht.
Nachfolgend wurden fünf Bodenprobenanalysen nach der Radiokarbonmethode durchgeführt, die überraschende Ergebnisse brachten: Zwei Proben konnten dem Frühmesolithikum, zwei Proben dem Frühneolithikum (Linearbandkeramik) und eine Probe dem Jungneolithikum (Michelsberger Kultur) zugeordnet werden, wobei die Abfolge der Daten der Abfolge der Schichten der Proben (= stratigraphische Positionen) entspricht. Somit ist wahrscheinlich, dass die Wasserstelle über 4000 Jahre offen lag und über 1500 Jahre von Menschen genutzt und gepflegt wurde. Eine solch lange Nutzungsdauer ist äußerst selten, da vorgeschichtliche Siedlungsstellen üblicherweise nur eine Lebensdauer von wenigen Generationen hatten. 
Unabhängig von seiner Interpretation und exakten Datierung ist der Befund ein fast einzigartiger Beleg für die sehr frühe und vor allem dauerhafte Nutzung der siedlungsgünstigen Lagen entlang des Hellwegs. Die zugehörige Siedlungsstelle ist im Nahbereich südlich der Wasserstelle hangaufwärts am Fuß des Dortmunder Rückens zu erwarten.

### Von der ersten Erwähnung bis zum Vertrag von Hörde
Erstmals erwähnt wird Brackel mit dem Namen Bracla in einer Schenkungsurkunde Kaiser Ottos II. im Jahr 980. In dieser Schenkung vermacht Kaiser Otto der Kirche von Magdeburg die Magd Walza, ihren Sohn Huodi sowie eine Hufe mit allem Zubehör im Dorf Brackel, im Gau Westfalen, in der Grafschaft des Grafen Bernhard gelegen. Bei dem in der Urkunde genannten Ortsnamen Bracla ist davon auszugehen, dass es sich um eine Zusammensetzung aus dem Grundwort loh (= Wald, Gehölz) und dem Bestimmungswort bräke (= Buschwerk, Strauchwerk) handelt. Benannt wurde dann wohl eine Siedlung an einem „Wald, in dem Holz gebrochen werden konnte“. Bei dem im Urkundentext genannten Grafen Bernhard handelt es sich um einen Grafen von Werl.
Brackel entwickelte sich als Bauerndorf. Der größere, östliche Teil gehörte als Reichsgut dem König, der kleinere westliche Teil unterstand der Gerichtsbarkeit des Grafen von Dortmund. Dies ist urkundlich für die Zeit nach 1300 nachweisbar. Das Reichsgut Brackel wurde im 13. Jahrhundert mehrfach vom König verpfändet, so unter anderem von Adolf von Nassau am 27. April 1292 an den Erzbischof von Köln Siegfried von Westerburg. Der Reichshof Brackel wechselte nun mehrfach den Besitzer. Zunächst übereignete ihn König Heinrich VII. nach seiner Wahl als Bezahlung seiner Stimme an den Erzbischof von Köln Heinrich II. von Virneburg. In einer 1317 ausgestellten Urkunde entzog König Ludwig der Bayer dem Grafen Engelbert von der Mark den Reichshof Brackel („curtem in Brackel“) und übertrug ihn an Graf Dietrich von Kleve. Doch es gelang Graf Dietrich nicht, seinen Anspruch durchzusetzen.
Diese recht wechselhaften Eigentumsübertragungen und Verpfändungen zwischen dem König und als Fürsten dem Grafen von der Mark sowie dem Erzbischof von Köln und der Stadt Dortmund führten dazu, dass auch Brackel im Verlauf der Großen Dortmunder Fehde und auch danach noch mehrfach überfallen und verwüstet wurde. Dies war bedingt durch die Teilung der Gerichtsbarkeit zwischen dem Westdorf zugehörig zu Dortmund und dem Ostdorf zugehörig zum König. 1419 während der Kleve-Märkischen Fehde zwischen Dortmund und dem Grafen von der Mark, 1431 ebenfalls aufgrund von Streitigkeiten zwischen diesen beiden Parteien. Auch 1467 gab es auf der Brackeler Kirmes heftige Schlägereien zwischen Besuchern aus Dortmund und denen aus den märkischen Städten Unna und Kamen.
Das Schatzbuch der Grafschaft Mark von 1486 gibt für Braickell, gelegen im Amt van Huerde, 69 steuerpflichtige Anwesen an. Damit war Brackel die nach der Anzahl der Anwesen umfänglichste Siedlung im Schatzbuch. Von den 69 Steuerpflichtigen zahlten 19 den Höchststeuersatz von sechs Gulden. Trotz dieser sehr hohen Anzahl von leistungsfähigen Großbauern lag der Steuerdurchschnitt in Brackel bei „nur“ 2,92 Gulden und damit unterhalb des Wertes für die gesamte Grafschaft Mark mit 2,98 Gulden.
Aus dem Jahr 1496 ist noch eine zweite Zusammenstellung mit 85 Brackeler Höfen überliefert. Dabei handelt es sich um ein komplettes Zehntregister, das für Brackel 16 Höfe mehr angibt als das Schatzbuch von 1486 und somit wohl sämtliche Brackeler Anwesen erfasst. Die Liste ist dreigeteilt in 15 freie Reichshöfe, 40 vrien hove und 30 Kotten. Demnach gab es in Brackel nicht nur eine Personenhierarchie, sondern auch eine des Besitzes nach Reichshof, Hof und Kotten.
Nach dem Tod des letzten Grafen von Dortmund im Jahr 1504 fiel die Grafschaft Dortmund, hiermit auch das Westdorf von Brackel an die Stadt Dortmund. Kaiser Maximilian I. belehnte daraufhin am 12. Oktober 1504 die Stadt Dortmund mit der gesamten Grafschaft. Dennoch kam es weiterhin zu Streitigkeiten zwischen dem Grafen von der Mark und der Stadt Dortmund. Erst am 9. Oktober 1565 kam es in Hörde zu einem Kompromiss: Brackel und Schüren gingen an den Grafen von der Mark, Wambel blieb jedoch bei Dortmund.

### Reformation
Erst spät, im Jahr 1550 wurde durch den Ordenspriester Arent Rupe, der vom Landkomtur des Deutschen Ordens zum Pfarrer der Brackeler Gemeinde eingesetzt worden war, die Reformation eingeleitet. Rupe teilte das Abendmahl, wie in der reformierten Kirche üblich, in beiderlei Gestalt an die Gläubigen aus. Der Deutsche Orden unternahm zunächst nichts gegen Rupe. Später versuchte er dies durch eine Klage beim Herzog von Kleve zu unterbinden, jedoch war der Herzog selbst Anhänger der reformierten Bewegung. Rupes Ruf erreichte auch die Dortmunder Bürger, die zunehmend seine Gottesdienste besuchten, da der Rat der Stadt Dortmund reformierte Gottesdienste in Dortmund untersagt hatte. Rupe erhielt weitere Unterstützung durch den Schulte von Brackel, durch den neuen Komtur des Deutschen Ordens und auch vom Erzbischof von Köln Gebhard I. von Waldburg. Nachdem sich Erzbischof Gebhard jedoch zum neuen Glauben bekannte und heiratete, wurde er abgesetzt und der Wittelsbacher Ernst von Bayern wurde zum Erzbischof ernannt. Dies löste den Kölner Krieg aus.
Am 5. April 1584 zogen ungefähr 700 Reiter und Fußsoldaten des Konnyngs vann Hispannien Krigesvolck vom kurkölnischen Vest Recklinghausen in den Dortmunder Raum und fielen in Brackel ein. Teils in der Kirche, teils auf dem Kirchhof ermordeten sie 27 Personen und verletzten weitere 50, einige von ihnen so schwer, dass sie später an den Verletzungen verstarben. Dann plünderten die Soldaten den Ort, nahmen alles mit, was sie mitnehmen konnten und setzten das Dorf in Brand. Der evangelische Pastor Arent Rupe und der märkische Schulte hatten sich versteckt und überlebten das Gemetzel.
Weshalb es die Soldaten ausgerechnet auf Brackel abgesehen hatten, ist nicht überliefert. Auszuschließen ist eine Strafaktion auf Veranlassung der katholisch gebliebenen Brackeler Kommende, da deren Komtur für die neue Lehre selbst Sympathien zeigte und mit Arent Rupe befreundet war. Vielmehr lässt sich aus Eingaben der Hofesleute vom Elmenhorster Reichshof herleiten, dass der Überfall Teil einer gezielten Aktion gegen (ehemalige) Reichshöfe war. Denn deren Grundherr, Herzog Wilhelm von Kleve-Jülich-Berg sowie Graf von Mark und Ravensberg (1539–1592), war wegen seiner schweren Erkrankung nicht in der Lage, seine Schutzfunktionen auszuüben.
Nach der Neugliederung durch Napoléon wurde Brackel 1808 dem Amt Hörde und dem Landkreis Dortmund angegliedert. Aufgrund des Dekretes von 1811 entfielen für die Bauern die Hand- und Spanndienste und die steuerlichen Belastungen an die Grundherren, jedoch mussten hierfür Ablösen gezahlt werden. Die Abwicklung dieser Zahlungen zogen sich bis in die 1830er Jahre hin. Danach jedoch konnten und mussten die Bauern nun selbständig arbeiten und Entscheidungen treffen.

### Industrialisierung
1847 wurde die erste Eisenbahnstrecke über Brackeler Gebiet errichtet. Die Köln-Mindener Eisenbahn-Gesellschaft baute eine Strecke von Dortmund nach Hamm. Ein Haltepunkt wurde in Kurl, ein weiterer an der Flughafenstraße zwischen Brackel und Scharnhorst errichtet. Bereits 1854 kaufte der Hörder Bergwerks- und Hütten-Verein Grubenfelder südlich des Hellwegs auf Brackeler und Asselner Gebiet. Nachdem Probebohrungen erfolgreich waren, wurde direkt mit dem Abteufen zweier Schächte begonnen und die Zeche Schleswig gegründet. Für den Transport der Kohle nach Hörde wurde eine Schmalspur-Bahnstrecke eingerichtet. Diese Strecke wurde einige Jahre später auf Normalspur umgebaut und an das Eisenbahnnetz der Bergisch-Märkischen Eisenbahn-Gesellschaft von Dortmund über Unna nach Soest angeschlossen. In Höhe des Ortsmittelpunktes wurde der Bahnhof Brackel am Kreuzungspunkt Westfälische Straße / Graffweg gebaut. Dies begünstigte die Entwicklung und Entstehung weiterer Firmen und Fabriken, von denen viele noch heute tätig sind.
Am 1. April 1918 wurde die Gemeinde Brackel in die Stadt Dortmund eingemeindet.
Die Ruhrbesetzung durch französische und belgische Truppen erreichte im Januar 1923 auch Brackel. Hier wurde die Holzwickeder Straße zur Grenze des besetzten Gebietes. Somit wurde Brackel quasi in der Mitte geteilt.
1925 wurde die Zeche Schleswig geschlossen. Der Flughafen Brackel wurde am 27. April 1925 eröffnet. Bedient wurde die Fluglinie Kopenhagen–Hamburg–Bremen–Dortmund–Frankfurt(M)–Stuttgart–Zürich. Am 10. August 1930 landete das Luftschiff Graf Zeppelin unter dem Zuspruch von 120.000 Menschen auf dem Brackeler Flughafen. Bis Ende der 1930er Jahre entwickelte sich der Flughafen zu einem bedeutenden Verkehrsflughafen, danach wurde er zu einem Militärflugplatz umgebaut.

### Zweiter Weltkrieg
Nach der Machtergreifung Hitlers konnte die NSDAP in Brackel einen Stimmengewinn von 0,8 % 1929 auf 35,7 % bei der Wahl im Jahr 1933 verzeichnen. Allerdings auch die KPD als Widerstandspartei von 14,2 % 1929 auf 19,7 % 1933. Durch die industrielle Entwicklung aufgrund der Montanindustrie war Brackel wie auch Dortmund ein Gebiet mit einer eher links ausgerichteten Prägung. Die Brüder Karl und Erich Mörchel sowie Paul Weber gehören zu den Opfern der Karfreitagsmorde, da sie, ebenso wie August Bommelitz, den Widerstand in Dortmunder Betrieben und Zechen organisierten. Doch wurde auch in Brackel die jüdische Bevölkerung systematisch vertrieben, später in die Konzentrationslager Theresienstadt und Auschwitz deportiert. Die Transporte wurden in der Gastwirtschaft Gerold am Brackeler Hellweg zusammengefasst. Ende März / Anfang April 1943 wurden etwa 1000 Menschen jüdischen Glaubens des Regierungsbezirks Arnsberg hier zusammengezogen. Beim Abtransport wurden die Kinder von ihren Eltern getrennt mit der Straßenbahn nach Unna gebracht. Die Erwachsenen wurden zum Dortmunder Südbahnhof transportiert und von da mit geschlossenen Viehwaggons nach Auschwitz gebracht. Nur sehr wenige überlebten dies.
Zu Beginn des Krieges blieb Brackel von Bombenangriffen zunächst verschont. Die ersten Bomben fielen 1940 auf die Flakstellung in der Holzwickeder Straße. Später jedoch, nach 1943 und auch bedingt durch den Fliegerhorst Brackel, gab es zahlreiche Bombenabwürfe und Zerstörungen auf Brackeler Gebiet. Der Flughafen Brackel wurde ebenso getroffen wie die Kommende und weitere Höfe und Gebäude. Den amerikanischen Truppen ergab sich Brackel am 12. April 1945, nachdem zuletzt noch ein einzelner Soldat die einrückenden Panzer mit einem Maschinengewehr beschossen hatte.

### Nach dem Zweiten Weltkrieg

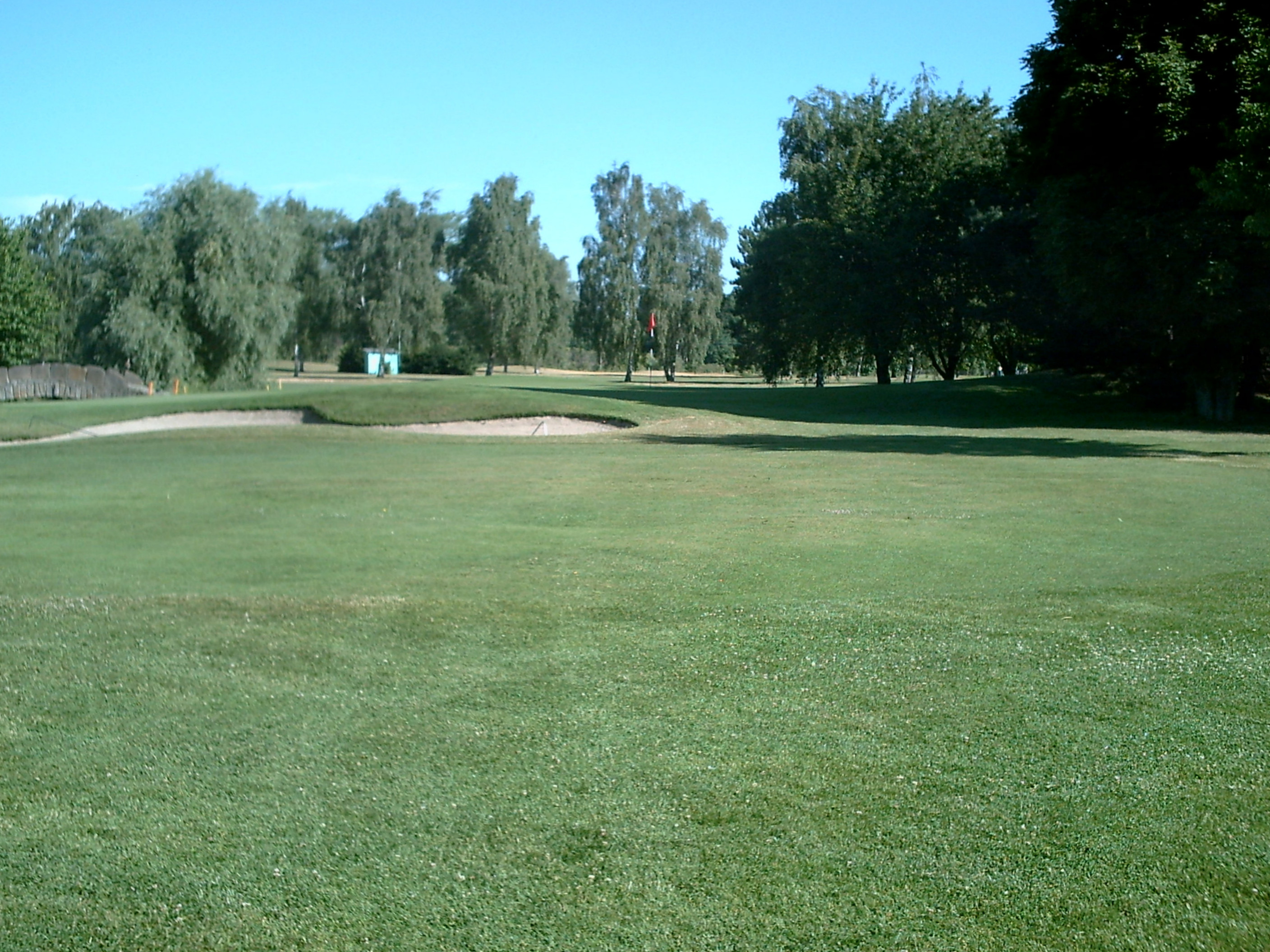
Golfplatz Royal Saint Barbara's in Dortmund-Brackel

Nachdem der Flugplatz im Zweiten Weltkrieg durch Bombenangriffe zerstört wurde, nutzte nach dem Krieg die Royal Air Force das Gelände. Der Verkehrsflughafen siedelte 1960 an seinen heutigen Standort im Stadtteil Wickede um.
Die heute noch wichtige „Flughafenstraße“, Standort des alten Flughafens Brackel, verwirrt nun oftmals Ortsfremde, die hier den Dortmunder Flughafen vermuten. Auf dem ehemaligen Flughafengelände befinden sich heute, nach Abzug der Britischen Rheinarmee, ein Industrie- und Gewerbegebiet und nahe den Ortsgrenzen von Asseln und Kurl eine landschaftlich reizvolle 18-Loch-Golfanlage, das Naturschutzgebiet Buschei, das Neubaugebiet Hohenbuschei und das Trainingszentrum von Borussia Dortmund, das am 8. Mai 2006 hier offiziell eröffnet wurde.

## Religion

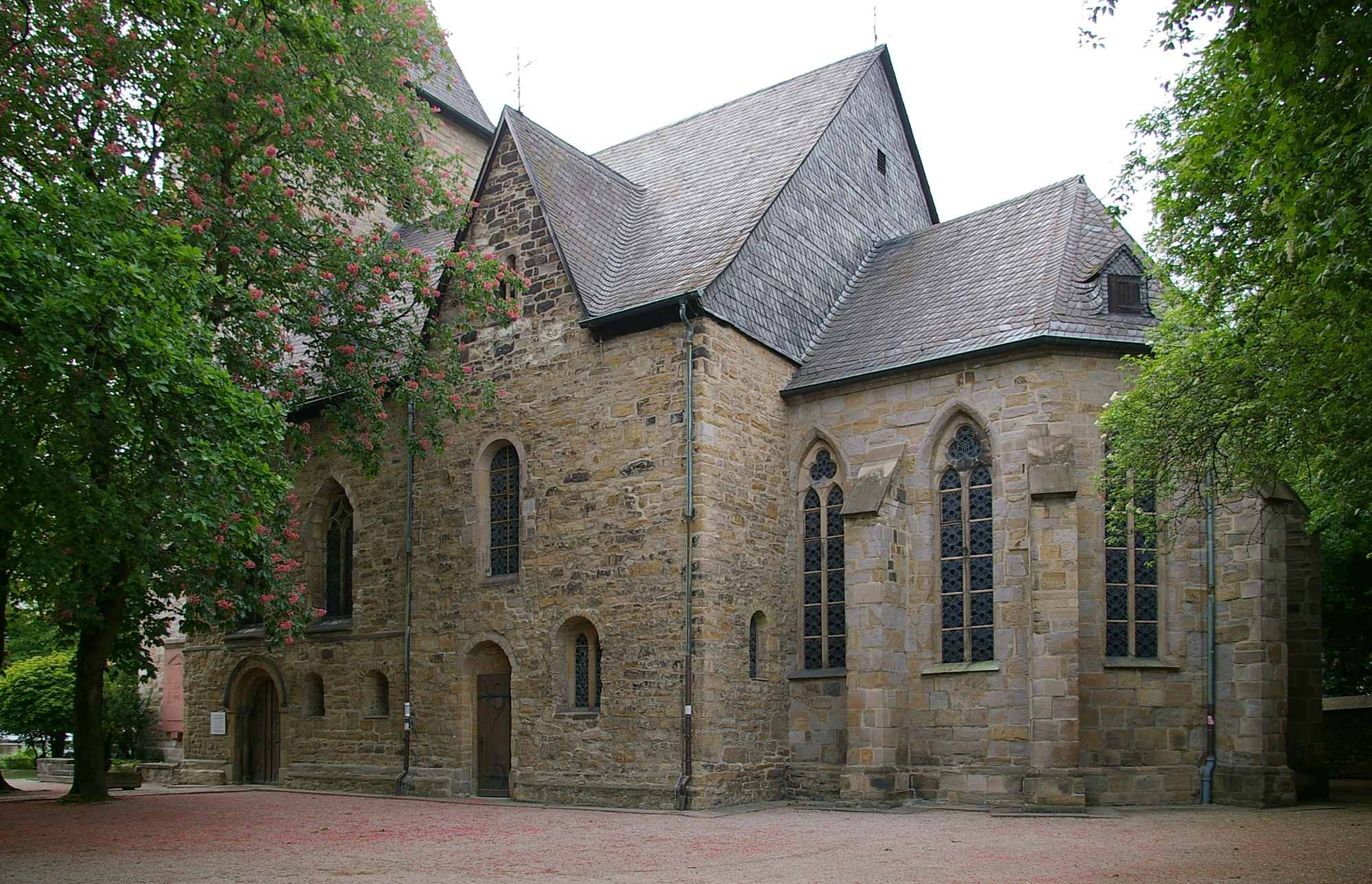
Die evangelische Kirche neben der Kommende

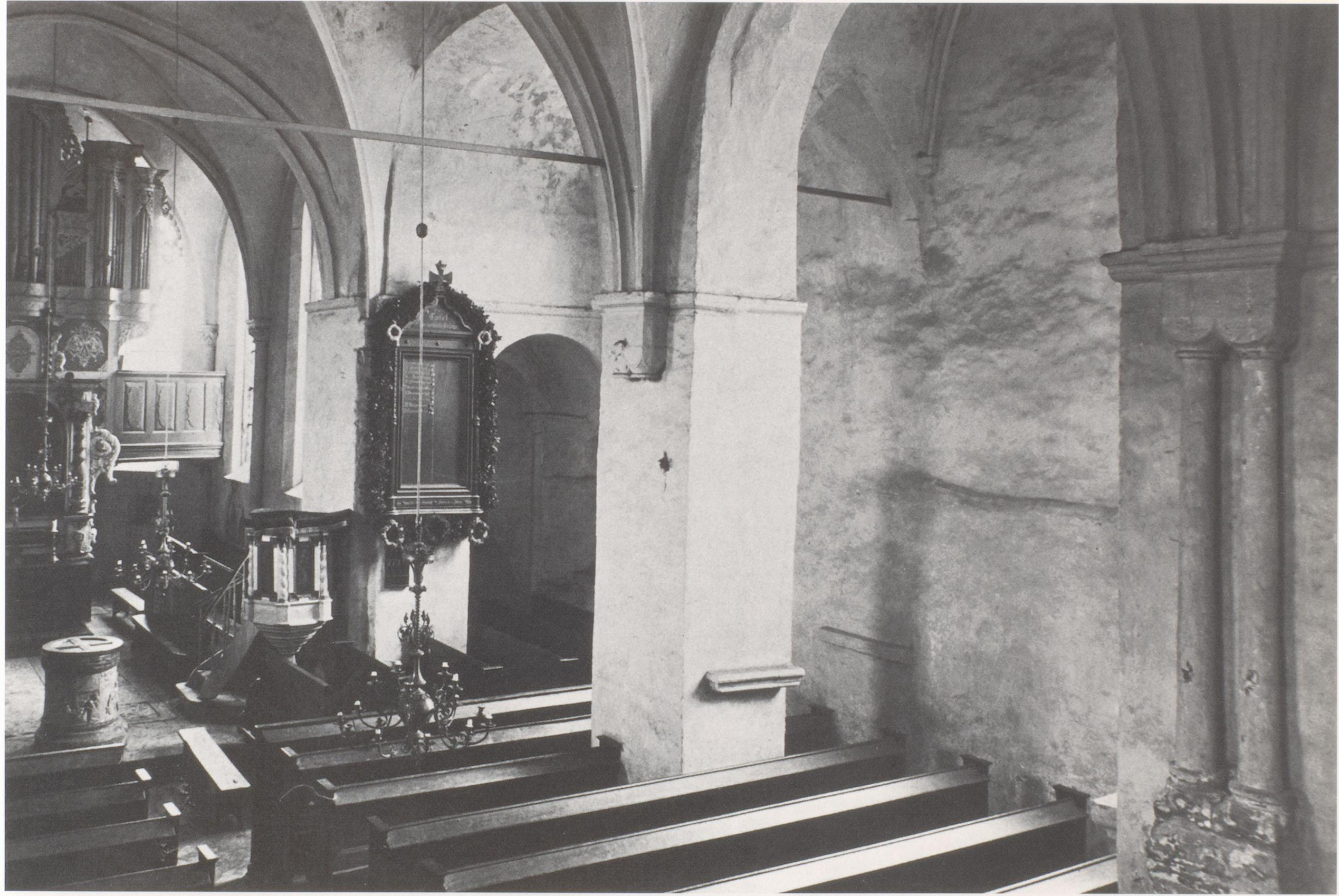
Innenansicht der Johanneskirche in Brackel um 1890.

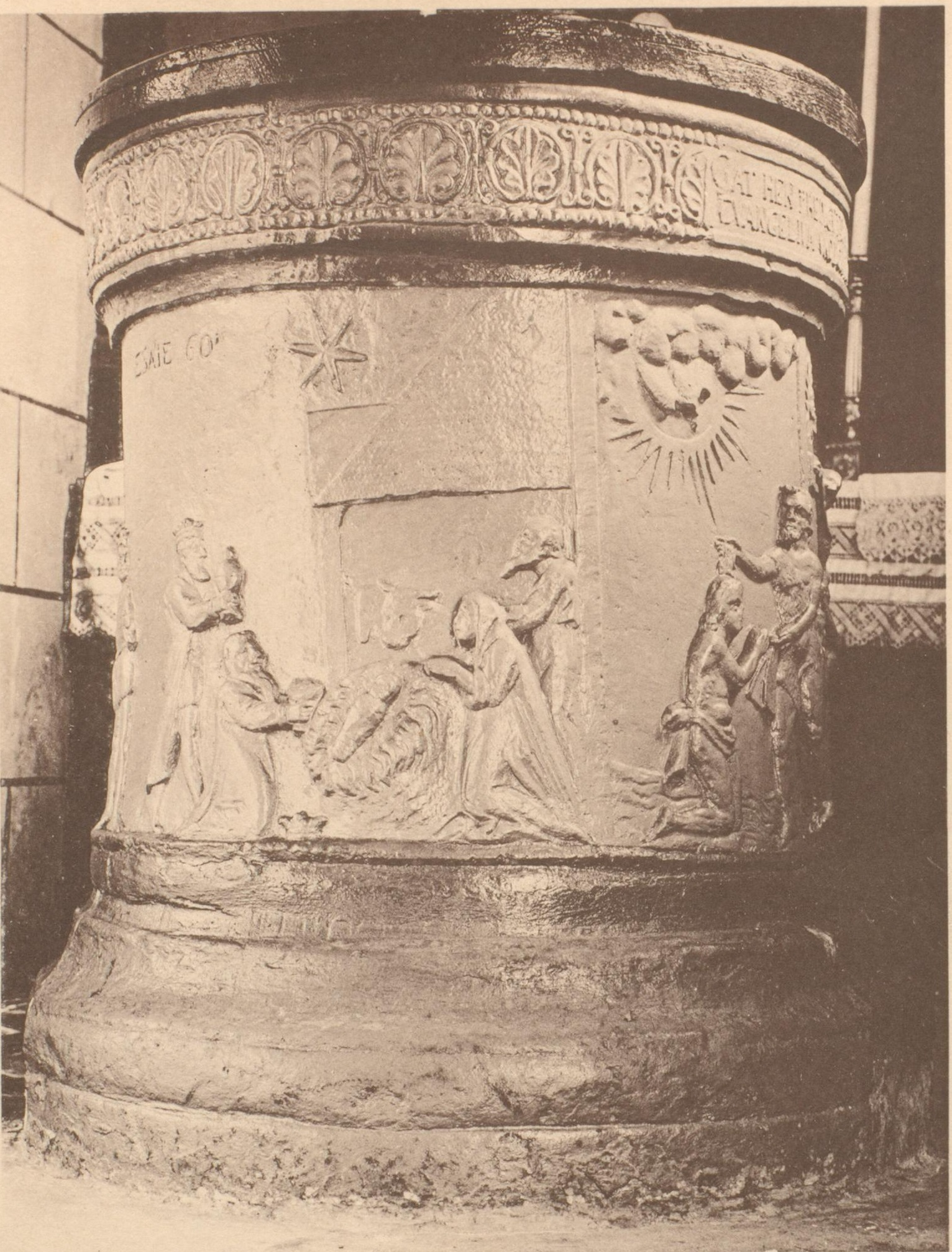
Der romanische Taufstein der Johanneskirche in Brackel um 1890.

Die Brackeler Gemeinde wurde bis zur Reformation durch Ordensritter der Brackeler Kommende betreut. Diese hatte bis dahin auch das Recht der Besetzung der Pfarrstelle. Der Ordenspriester Arndt Rupe hielt in der Brackeler Kirche ab dem Jahr 1554 den Gottesdienst nach dem Reformierten Ritus ab. Dies hielten auch die Nachfolger Rupes bei und wurden durch den Komtur der Kommende unterstützt. Die Gemeinde selbst wählte sich in der Folgezeit ihren Pfarrer, dieser wurde vom Komtur in sein Amt eingesetzt. Auch zahlte der Komtur einen großen Anteil der Einkünfte des Pfarrers. Die Gemeinde stellte die Wohnung, der Pfarrer bekam eine Ackerfläche, Vieh und Getreide. Nachdem die Gemeinde durch die Industrialisierung stark angewachsen war, wurde 1944 der Antrag gestellt, eine weitere Pfarrstelle einzurichten. Diese wurde 1946 genehmigt und 1947 eingerichtet. Die Gemeinde teilte sich in einen West- und einen Ostbezirk. 1962 kam eine weitere Pfarrstelle für den Süden, 1965 die Pfarrstelle Nordwest und 1974 die Pfarrstelle Südost hinzu. Bestattungen fanden immer in der Nähe der Kirche statt. Ende des 19. Jahrhunderts gab es hier jedoch nicht mehr genug Platz, deshalb fasste die Gemeinde 1899 den Beschluss, ein Grundstück am Hörder Weg zu erwerben und hierauf eine Trauerhalle zu errichten. Im Oktober 1902 konnte diese bereits von den Behörden abgenommen und von der Gemeinde genutzt werden. Die bauliche Substanz der Trauerhalle war jedoch so schlecht, dass sie bereits 1905 umfassend saniert werden musste.
Durch die Zuwanderung von Einwohnern nach Brackel mit Beginn der Industrialisierung wuchs auch der Anteil der Katholiken an der Bevölkerung. Ende des 19. Jahrhunderts gehörte Brackel noch zur Mutterpfarrei in Kurl. 1896 wurde Asseln selbständige Pfarrei und Brackel nach Asseln angegliedert. 1904 wurde in Brackel eine neue Kirchengemeinde gegründet. Der erste Gottesdienst der katholischen Gemeinde wurde am 12. Oktober 1904 in der Gaststätte „Zur alten Post“ abgehalten. Bereits am 27. Oktober 1912 konnte der Grundstein für den Bau einer katholischen Kirche an der Flughafenstraße gelegt werden. Die Neue Kirche wurde dem heiligen Clemens, dem Patron der alten Brackeler Kirche und der Kommende, geweiht. Bis 1914 gehörte Brackel zur Muttergemeinde in Asseln, 1919 wurde es eine eigenständige Pfarrei. 1927 landete der damalige Nuntius Eugenio Pacelli, der spätere Papst Pius XII., auf dem Flughafen Brackel. 1964 folgte die Erweiterung der Gemeinde nach Süden. In der neugebauten Funkturmsiedlung wurde die Pfarrvikarie „St. Nikolaus von Flüe“ eingerichtet. Die neue Kirche wurde bereits am 1. Juni 1966 durch Kardinal Lorenz Jaeger geweiht.
Die Neuapostolische Gemeinde hält seit 1928 ihre Gottesdienste in Brackel ab. Zunächst regelmäßig in Räumen der Oberdorfschule, später im Saal der Gastwirtschaft Ostermann. 1938 kaufte die Gemeinde ein ehemaliges Bürogebäude in der Westfälischen Straße. Der Einweihungsgottesdienst fand am 1. Juni 1938 statt. 1957 wurde eine neue Kirche am Brackeler Hellweg eingeweiht.

## Politik
Seit 1975 vertritt die Bezirksvertretung die Belange des Ortsteils und des da neu geschaffenen Stadtbezirks Brackel.
Die Bezirksvertretung setzt sich aus 19 Mitgliedern zusammen. Ihnen steht seit 2020 der Bezirksbürgermeister Hartmut Monecke (SPD) vor. Beratendes Stimmrecht haben die direkt und indirekt aus dem Wahlkreis Brackel gewählten Ratsmitglieder des Rates der Stadt Dortmund. So soll eine enge Verbindung zwischen der Arbeit des Rates und der Bezirksvertretung hergestellt werden. Die erste gewählte Bezirksvertretung nahm am 6. Juni 1975 ihre Arbeit auf.
| Sitzverteilung in der Bezirksvertretung | Sitzverteilung in der Bezirksvertretung | Sitzverteilung in der Bezirksvertretung | Sitzverteilung in der Bezirksvertretung | Sitzverteilung in der Bezirksvertretung | Sitzverteilung in der Bezirksvertretung | Sitzverteilung in der Bezirksvertretung | Sitzverteilung in der Bezirksvertretung | Sitzverteilung in der Bezirksvertretung | Sitzverteilung in der Bezirksvertretung | Sitzverteilung in der Bezirksvertretung |
| Jahr\Partei                             | SPD                                     | CDU                                     | Grüne                                   | FDP                                     | Bürgerliste                             | Die Linke                               | DVU                                     | Piraten                                 | AfD                                     | Die PARTEI                              |
| --------------------------------------- | --------------------------------------- | --------------------------------------- | --------------------------------------- | --------------------------------------- | --------------------------------------- | --------------------------------------- | --------------------------------------- | --------------------------------------- | --------------------------------------- | --------------------------------------- |
| 1975                                    | 11                                      | 7                                       | –                                       | 1                                       | –                                       | –                                       | –                                       | –                                       | –                                       | –                                       |
| 1979                                    | 11                                      | 7                                       | –                                       | 1                                       | –                                       | –                                       | –                                       | –                                       | –                                       | –                                       |
| 1984                                    | 11                                      | 6                                       | 2                                       | –                                       | –                                       | –                                       | –                                       | –                                       | –                                       | –                                       |
| 1989                                    | 11                                      | 6                                       | 2                                       | –                                       | –                                       | –                                       | –                                       | –                                       | –                                       | –                                       |
| 1994                                    | 11                                      | 6                                       | 2                                       | –                                       | –                                       | –                                       | –                                       | –                                       | –                                       | –                                       |
| 1999                                    | 8                                       | 8                                       | 2                                       | –                                       | 1                                       | –                                       | –                                       | –                                       | –                                       | –                                       |
| 2004                                    | 8                                       | 6                                       | 2                                       | 1                                       | 1                                       | –                                       | 1                                       | –                                       | –                                       | –                                       |
| 2009                                    | 8                                       | 6                                       | 3                                       | 1                                       | –                                       | 1                                       | –                                       | –                                       | –                                       | –                                       |
| 2010                                    | 9                                       | 6                                       | 3                                       | –                                       | –                                       | 1                                       | –                                       | –                                       | –                                       | –                                       |
| 2014                                    | 9                                       | 5                                       | 3                                       | –                                       | –                                       | 1                                       | –                                       | 1                                       | –                                       | –                                       |
| 2020                                    | 6                                       | 5                                       | 4                                       | 1                                       | –                                       | 1                                       | –                                       | –                                       | 1                                       | 1                                       |

## Kultur und Sehenswürdigkeiten

### Kommende

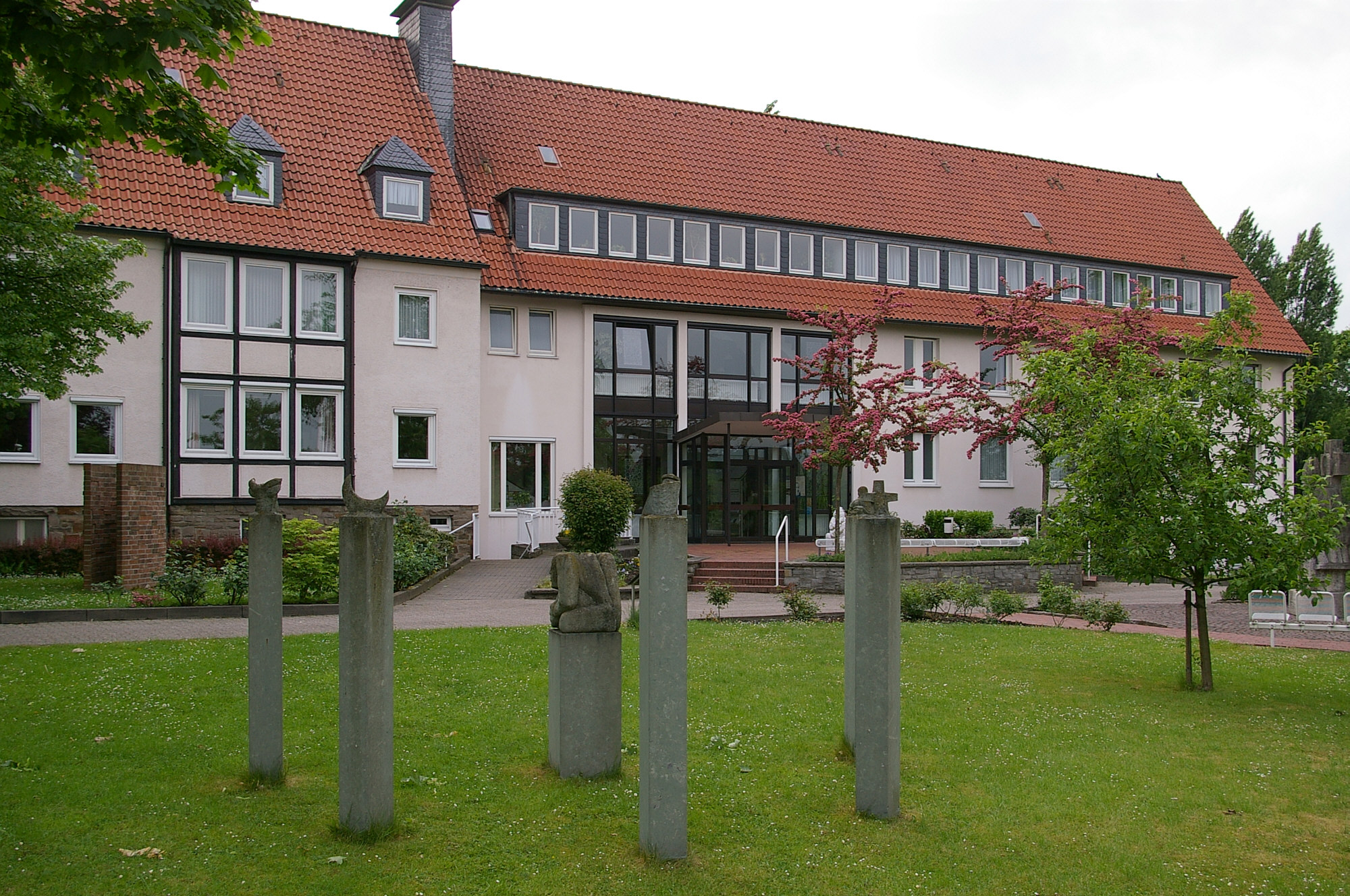
Kommende Brackel

Gegründet wurde die Kommende Brackel durch Ordensritter des Deutschen Ordens vermutlich Mitte des 13. Jahrhunderts. Erstmals Erwähnung findet sie in einer Schenkungsurkunde vom 24. Juni 1290. In den folgenden Jahren wuchs die Kommende in Brackel stetig. Im Jahr 1369 wurde sie als drittgrößte in der Ballei Westfalen nach Welheim und Mülheim/Möhne genannt. 1440 besaß die Kommende Brackel 88,5 Morgen Grund und Boden in Brackel und war damit größer als der Schultenhof des Königs. Zu Beginn des 16. Jahrhunderts lag die Höhe der Jahreseinnahmen der Kommende bei 150 Gulden, dazu kamen Hand- und Spanndienste, Waldrechte, Einnahmen aus Fischteichen, einer Mühle und einer Kohlengrube. Zudem waren alle Landkomture der Ballei Westfalen Komture der Kommende Brackel in einem Zeitraum von rund 200 Jahre seit der Mitte des 15. Jahrhunderts. Während der Reformation büßte die Kommende ihre Kirche ein. Diese wurde evangelisch. Katholische Gottesdienste fanden nun in der Kapelle der Kommende statt.
Nach der Säkularisation des Ordens im Jahr 1525 verlor die Kommende zunehmend an Bedeutung. Nach 1608 wohnte der Komtur nicht mehr in Brackel, sondern in Dortmund, zudem wird in einem Brief an das Großkapitel berichtet, dass die Kommende Brackel verschuldet sei. Die Lage verbesserte sich erst wieder, als 1762 die Kommende an Franz Wilhelm Oberstadt verpachtet wurde. Er schaffte es, die Gebäude zu restaurieren und die Schulden abzutragen.
Am 24. April 1809 wurde der Deutsche Orden von Napoléon aufgelöst. Der Grundbesitz wurde dem Großherzogtum Berg übertragen und fiel 1815 an Preußen. Oberstadt pachtete zunächst die Kommende Brackel, 1821 schließlich kaufte er sie zum Preis von 17.000 Reichstalern. Der letzte männliche Erbe der Familie Oberstadt, Walter Oberstadt, verfügte in seinem Testament, dass das Ordenshaus mit den umliegenden Gärten an das Erzbistum Paderborn zu übertragen sei. Dies wurde nach seinem Tod 1944 durch seine Witwe im Jahr 1946 dann auch vollzogen.
Nachdem die Kommende in den Besitz des Erzbistums Paderborn übergangen war, wurde sie in den Folgenden Jahren unter Mithilfe des Landeskonservators saniert und umgebaut und beherbergt heute das Institut für katholische Sozialarbeit, dessen Leiter von 1989 bis 1996 der heutige Kardinal Reinhard Marx war.

### Hof Hidding/Segering
Bekannt geworden unter der Bezeichnung „Westlicher Hellweghof“ ist der 1793 erbaute Hof Hidding/Segering. Bauherren waren Johann Diederich Segering und seine Frau Anna Schulten von Altenderne. 1974 abgebrochen, wurde der Hof 1978/1979 originalgetreu im LWL-Freilichtmuseum Detmold neu errichtet. Die Inschrift über dem Torbalken lautet:
IOHAN DIDDERICH SIERING   ANNA CATRINA ESEBET SCHULTEN VON ALTENDERNE

WO GOT ZUM HAUS NICHT GIBT SEIN GUNS ARBEITET IEDERMANN UMSONS

WO GOT DIS HUS NICHT SELBT BEWACHT SO IS UMSONS DER WACHER WACH

BEWARE O GOT DIS HAUS FÜR WASSER UND FEUERSNOT

IESUS WON IN DISEM HAUS WEICHE NIMERMEHR DARAUS DEN 11 Julius ANO 1793
Der Hof wird in der Mittelachse erschlossen durch die große Deele, von der Kammern für Pferde und Kühe und die Milchkammer abgehen, die Kammern überdacht mit einem Schüttboden für Korn und die Deele ausgelegt mit einem Lesesteinfußboden im Fischgrätmuster, der original aus dem Jahr 1793 stammt. Daran schließt sich die Küche an, von der rechts im Keller Vorratskammern und eine Kammer im ersten Stock abgehen, links die Stube, eine Schlafkammer und im ersten Stock zwei weitere Kammern liegen. Diese Bau- und Wohnweise war typisch für Bauernhöfe Ende des 18. Jahrhunderts. Die Eigentümer konnten das Eigentumsrecht am Hof 1871 für 5.233,05 Mark erwerben. Der Hof ist in seiner Originalsubstanz sehr gut erhalten.

### Schulen
Nachdem zunächst nur im Pfarrhaus Schulunterricht erteilt werden konnte, errichtete man 1720 hinter der Kirche auf dem Kirchhof die erste Schule in Brackel. Bereits 1790 musste diese abgerissen und an gleicher Stelle durch einen Neubau ersetzt werden. Dieser war bereits 1810 zu klein, er musste vergrößert und in zwei Klassen geteilt werden. 1822 besuchten bereits 160 Schulkinder diese Schule und eine weitere Klasse wurde angebaut. Getragen wurden diese Schulen nach wie vor von der Evangelischen Kirchengemeinde.
Nachdem die Bevölkerung weiterhin stark durch die Industrialisierung anstieg, baute die politische Gemeinde Brackel 1851 die „Hindenburgschule II“ an der Ecke Hellweg, Flughafenstraße, dem heutigen Standort des Hauses Beckhoff. Diese Schule wurde 1934 aus verkehrstechnischen Gründen abgerissen. Bereits 1875 entstand an der Oberdorfstraße ein weiteres Schulhaus, die „Hindenburgschule I“ oder „Südschule“ oder „Oberdorfschule“, das heute nach einem Umbau 1993 von der Volkshochschule, der Stadtteilbibliothek und dem Kultur- und Bildungszentrum Balou genutzt wird. Die erste weiterführende Schule in Brackel war die 1871 errichtete „Rektoratschule“. Nach vielen Schwierigkeiten und auch finanziellen Problemen wurde die „Rektoratschule“ jedoch bereits 1882 wieder geschlossen.
1899 folgte der Neubau der „Reichshofschule“ in der Straße Am Westheck. Die „Reichshofschule“ erhielt 1962 einen Anbau mit Turnhalle und Sportplatz. Bis 1984 war die „Reichshofschule“ Grund- und Hauptschule, seitdem wird sie als Grundschule genutzt. Die „Augustinusschule“ als erste katholische Schule wurde 1903 an der Flughafenstraße fertiggestellt. Sie wurde 1938 wie alle Dortmunder Schulen zu einer konfessionslosen Gemeinschaftsschule umgewandelt, jedoch nach dem Zweiten Weltkrieg wieder als eine konfessionelle Schule eingerichtet. 2014 wurde die „Augustinusschule“ geschlossen. Das Gebäude wird seitdem von der Erich Kästner-Grundschule benutzt.
Als erstes Gymnasium wurde 1965 das „Geschwister-Scholl-Gymnasium“ „Am Winkelriedweg“ eingerichtet. Bereits 1970 konnte ein Neubau in der Haferfeldstraße mitbenutzt werden. Dies war durch die großen Schülerzahlen notwendig. Trotz großer Proteste wurde die Schule 1982 zusammen mit der 1968 gegründeten „Otto-Hahn-Realschule“ in die „Geschwister-Scholl-Gesamtschule“ umgewandelt. 1980 erfolgte die Gründung der jüngsten Brackeler Grundschule, der „Erich Kästner-Grundschule“. Sie ist angesiedelt in einem Anbau der „Augustinusschule“.

### Kultur- und Bildungszentrum Balou
Beheimatet in der ehemaligen „Oberdorfschule“ ist das Kultur- und Bildungszentrum Balou. Angeboten werden Kurse und Gruppen zur Erwachsenenbildung bestehend aus Kreativ, Fitness, Tanz- und Musik oder Computerkursen und Kurse für Kinder und Jugendliche in der Jugendschule. Auch Kindergeburtstage, Ferienaktionen und Angebote zur Offenen Ganztagsschule gehören dazu. Daneben gibt es ein Café und eine Galerie.

### Stadtteilbibliothek
In Dortmund-Brackel befindet sich eine Stadtteilbibliothek mit Romanen und Novellen, Literatur und Belletristik, Zeitungen und Zeitschriften, CDs/DVDs und Hörbücher, sie befindet sich in dem ehemaligen Gebäude der Oberdorfschule, das neben dem Kultur- und Bildungszentrum Balou liegt.

## Infrastruktur

### Wirtschaft
Mit der Industrialisierung entwickelten sich neben den Zechen weitere Firmen und Fabriken. In Höhe des Bahnhofs Brackel der Bergisch-Märkische Eisenbahn-Gesellschaft z. B. Firmen, die auch heute noch tätig sind wie Anker-Schroeder.DE ASDO, Paul Vahle GmbH & Co. KG, Koda Stanz- und Biegetechnik GmbH und Curt Ebert GmbH & Co. KG, um einige zu nennen.
In den 1950er Jahren wurde nördlich des Ortskerns neben dem alten Flughafen ein weiteres Gewerbegebiet eingerichtet. Bekannte hier ansässige Unternehmen sind Murtfeldt Kunststoffe GmbH & Co. KG und die Kaffeeröster Schirmer Kaffee GmbH. 1971 wurde der erste Hellweg Baumarkt in Brackel am Hellweg eröffnet.
Aktiv bemüht um die wirtschaftliche Entwicklung Brackels ist auch der Brackeler Gewerbeverein. 2008 erhielt der Gewerbeverein den Sonderpreis des Westfälischen Handels. Verliehen wurde der Preis vom Einzelhandelsverband Westfalen-Münsterland für das Engagement zum Erhalt und die Fortentwicklung des Handels-, Handwerks- und Dienstleistungsstandorts Dortmund-Brackel.
Zur weiteren wirtschaftlichen Entwicklung Brackels trägt auch die Logistikfläche im östlichen Teil des Stadtteils direkt am Hellweg bei. Hier baute in den 1950er Jahren bereits die coop eG ein Zentrallager mit einer Lagerfläche von 66.000 Quadratmetern. Heute wird ein Teil der Fläche durch die Firma TEDi genutzt, auf einem weiteren Teil befindet sich die Zentralfleischerei der Rewe Dortmund.

### Verkehr

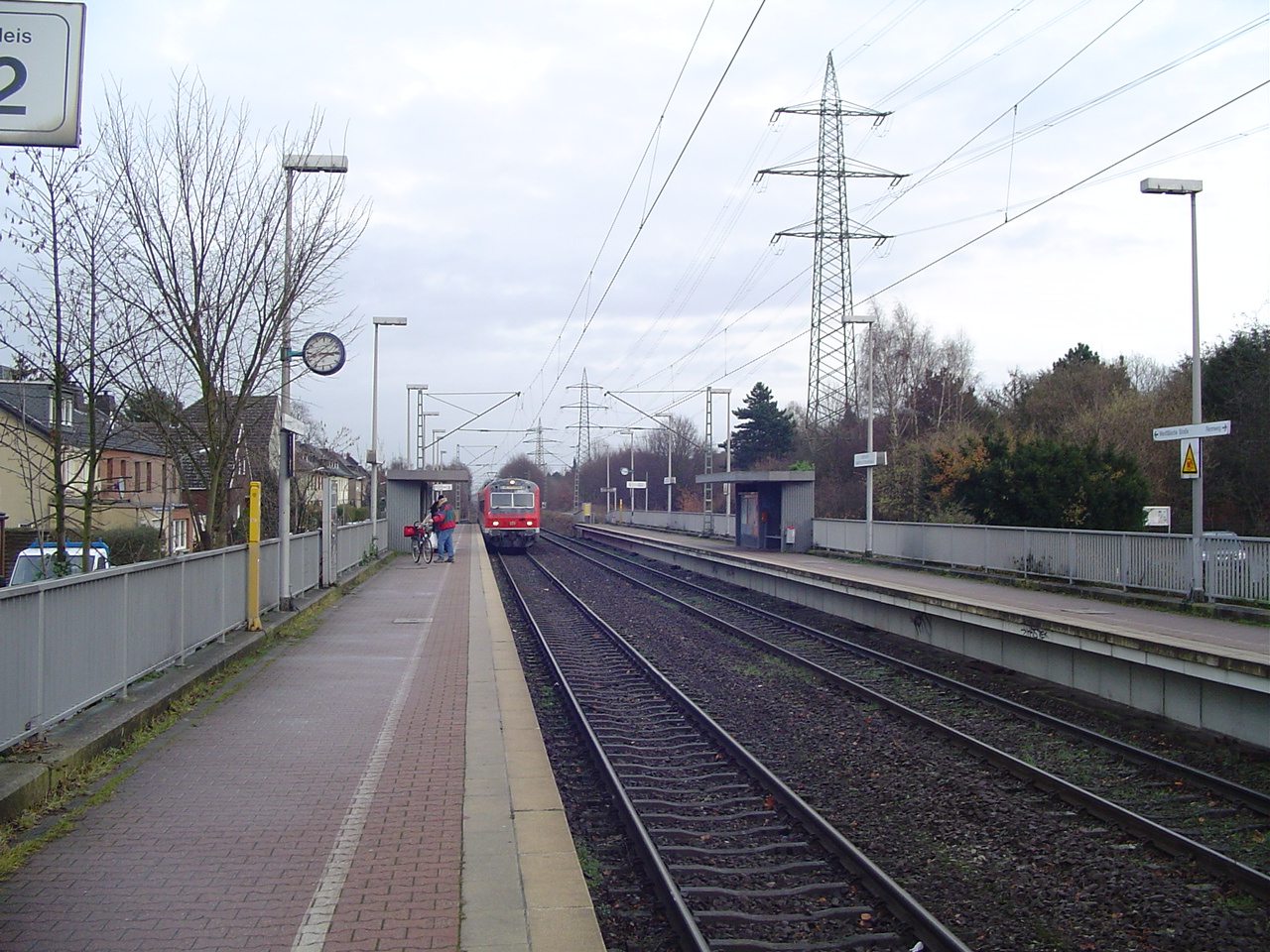
S-Bahnhof Knappschaftskrankenhaus an der Strecke der S4 Dortmund–Unna

Südlich von Brackel über den höchsten Bereich des Dortmunder Rückens verläuft die Bundesstraße 1, die nach zwei Abfahrten in östlicher Richtung in die Autobahn 44 und in westlicher Richtung in Höhe der Wittekindstraße in die Autobahn 40 übergeht. In Nord-Süd-Richtung wird Brackel von der Bundesstraße 236, der Verbindung zwischen den Autobahnen A 1 und A 2 gestreift. Hauptverkehrsachsen in Brackel sind jedoch der Hellweg in west-östlicher und die Flughafenstraße in nord-südlicher Richtung. Auf dem Hellweg verläuft Linie U43 der Stadtbahn Dortmund von Dorstfeld nach Wickede. Südlich des Hellwegs parallel zwischen Hellweg und der B 1 verläuft die Strecke der S-Bahn Rhein-Ruhr Linie S4 von Lütgendortmund nach Unna und nördlich zwischen Brackel und Scharnhorst die Bahnstrecke Dortmund–Hamm mit dem Bahnhof Dortmund-Scharnhorst.
| Linie | Verlauf | Takt                                              |
| ----- | --- | ------------------------------------------------- |
| S 4   | DO-Lütgendortmund – DO-Somborn – DO Germania – DO-Marten Süd – DO-Dorstfeld – Dortmund West – DO-Möllerbrücke – DO-Stadthaus – DO-Körne West – DO-Körne – DO-Knappschaftskrankenhaus – DO-Brackel – DO-Asseln Mitte – DO-Wickede West – DO-Wickede – Massen – Unna-Königsborn – Unna West – Unna Stand: Fahrplanwechsel Dezember 2023 | 30 min 15 min (Lütgendortmund–Königsborn zur HVZ) |

### Krankenhaus

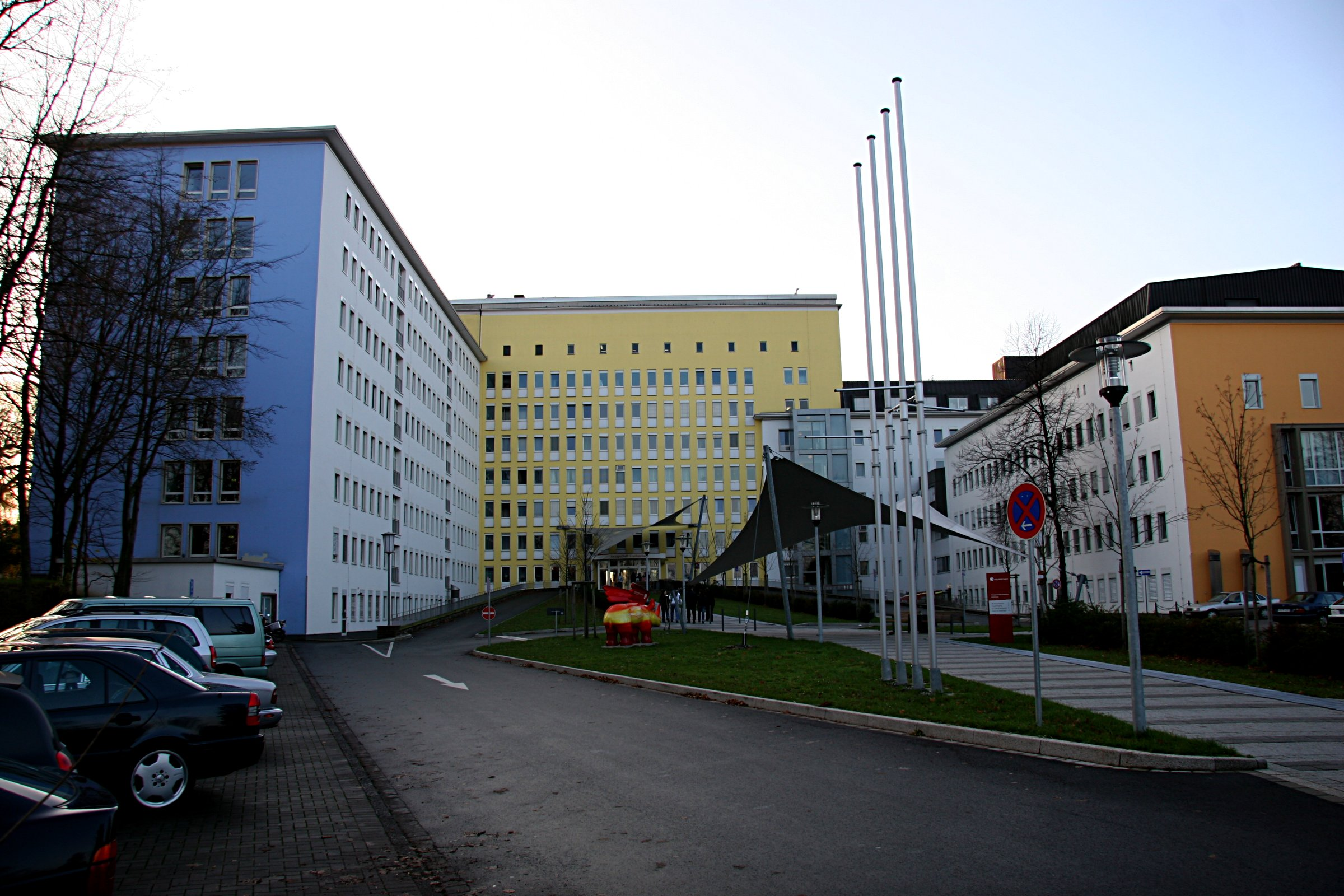
Haupteingang des Knappschaftskrankenhauses

Seit der Eröffnung des Knappschaftskrankenhauses am 11. Juli 1958 ist Brackel auch Standort eines Krankenhauses für die Regelversorgung von Akuterkrankungen. Das Krankenhaus verfügt über neun Fachkliniken und 463 Betten.
Die Fachkliniken untergliedern sich in Klinik für Anästhesie und Intensivmedizin, Chirurgische Klinik, Frauenklinik / Geburtshilfe, Medizinische Klinik / Innere Medizin, Neurologische Klinik, Orthopädische Klinik, Klinik für Radiologie, Klinik für Radioonkologie und Strahlentherapie, Klinik für Urologie und Kinderurologie, Klinik für Nuklearmedizin, Klinik für Pneumologie. Im Krankenhaus werden etwa 900 Mitarbeiter beschäftigt.

### Sporteinrichtungen
Brackel ist Standort eines Bezirkshallenbades. Das im Jahr 1966 eingeweihte Bad mit 25-Meter-Bahn, Lehrschwimmbecken sowie Ein- und Drei-Meter-Brett wurde im Jahr 2010 mit Mitteln aus dem Konjunkturpaket II umfassend saniert. Seit dem 1. Januar 2011 befindet sich das Bad nicht mehr in den Händen der Stadt Dortmund, sondern wird durch die Sportwelt Dortmund gGmbH betrieben.

### Hauptfriedhof

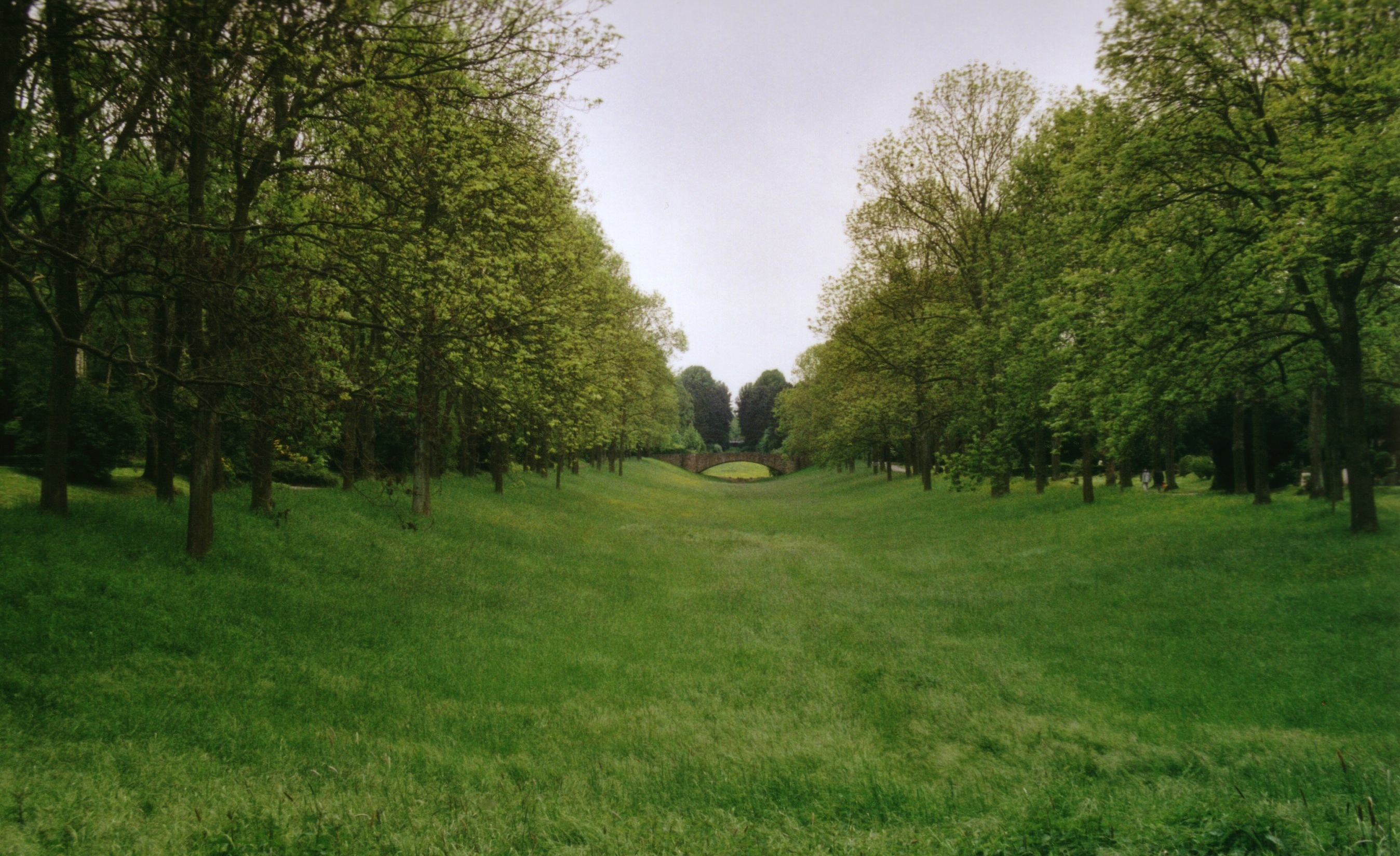
Eine der Sichtachsen des Hauptfriedhofs mit Brücke, Bachwiesental und beidseitig begleitenden Spazierwegalleen

Der Hauptfriedhof Dortmund befindet sich auf Brackeler Gebiet. Eröffnet wurde er 1921. Zugänge neben dem Haupteingang Am Gottesacker sind vorhanden vom Talweg sowie von der Westfälischen Straße und der Leni-Rommel-Straße. Der Hauptfriedhof erstreckt sich über eine Fläche von 118 ha und ist damit einer der größten Friedhöfe Deutschlands. Er wird zunehmend auch als Grün- und Erholungsanlage genutzt.

## Persönlichkeiten, Söhne und Töchter
- Johannes Ritterbecks (1908–1965), Politiker (CDU)
- Reinhard Marx  (* 1953), Kardinal
- Willi Beuster (1908–1981), Politiker (SPD), wohnte in Brackel